# Pontos extremos da Croácia
Esta é a lista dos pontos extremos da Croácia, os locais mais a norte, sul, leste e oeste do território croata:

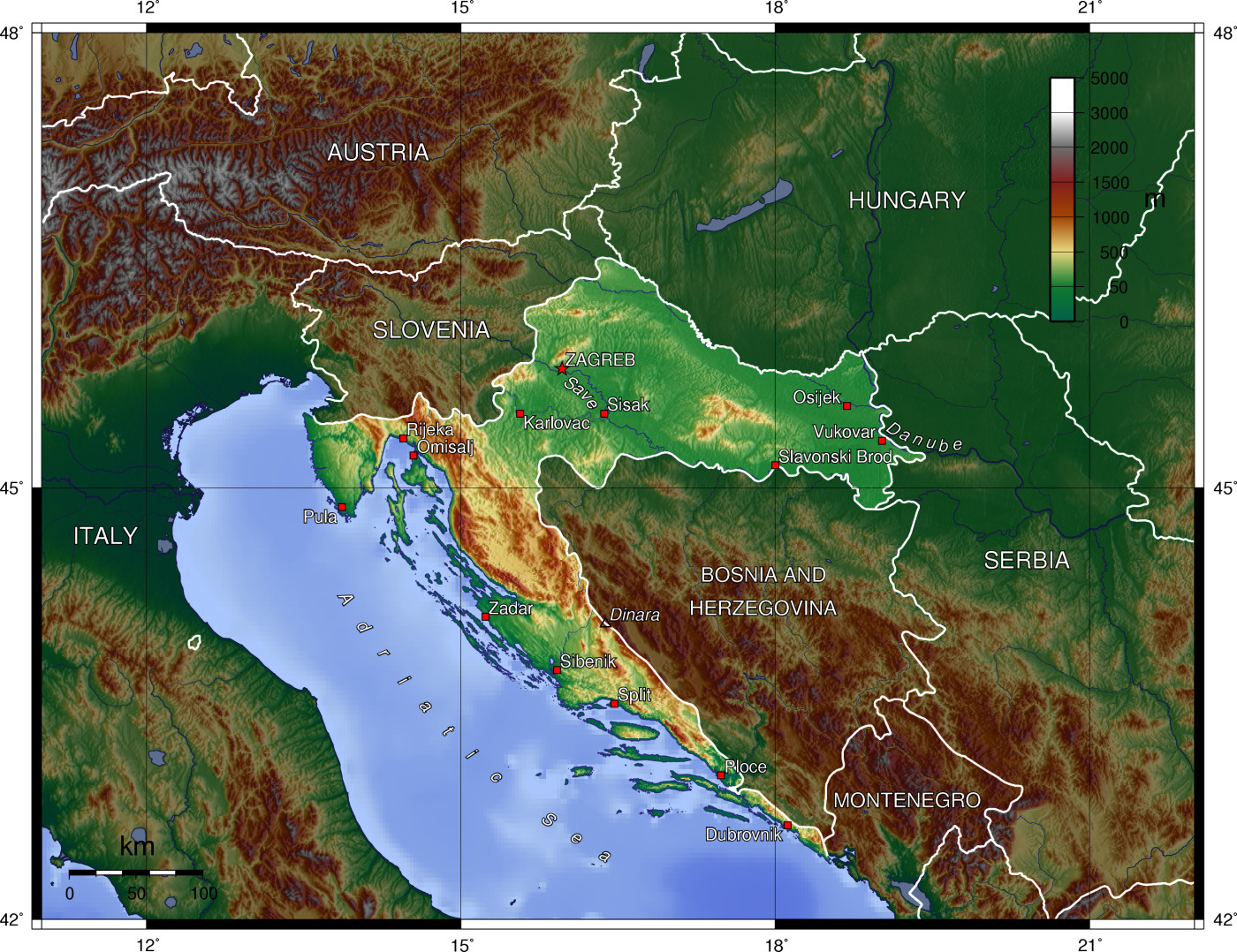
Mapa topográfico da Croácia

## Latitude e longitude
- Ponto mais setentrional: Žabnik, municipalidade de Sveti Martin na Muri (Međimurje) ( Coordenadas : formato inválido)
- Ponto mais meridional:
  - Ilha de Galijula, uma ilha no arquipélago de Palagruža, no Mar Adriático (pertencente a cidade de Komiža, na ilha de Vis, Split-Dalmácia (42° 23′ 00″ N, 16° 21′ 00″ L)
  - Croácia Continental: Rt Oštra, na península de Prevlaka (pertencente ao município de Konavle, Dubrovnik-Neretva (42° 24′ 00″ N, 18° 32′ 00″ L)
- Ponto mais ocidental:
  - Cabo Lako (rt Lako), Bašanija (parte da cidade de Umag, Ístria (45° 29′ 00″ N, 13° 30′ 00″ L)
  - Em mapas de menores escalas, a informação é consolidada e a região mais ocidental fica sendo o Cabo Savudrija e a localidade, a comunidade de Savudrija
- Ponto mais oriental: Rađevac, parte de Ilok (parte da cidade de Ilok, Vukovar-Srijem (45° 12′ 00″ N, 19° 27′ 00″ L)

## Altitude
- Ponto mais alto: Dinara, 1831 m
- Ponto mais baixo: Mar Adriático, 0 m